# هرمان-هاینریش برند
هرمان-هاینریش برند (به آلمانی: Hermann-Heinrich Behrend) (زاده ۲۵ اوت ۱۸۹۸ - مرگ ۱۹ژوئن ۱۹۸۷) یک ژنرال آلمانی در دوره رایش سوم بود
وی از ۱ آوریل ۱۹۴۵ تا ۸ می ۱۹۴۵ فرمانده لشکر ۴۹۰ پیاده ورماخت آلمان نازی بود.